# Lunania racemosa
Lunania racemosa är en videväxtart som beskrevs av William Jackson Hooker. Lunania racemosa ingår i släktet Lunania och familjen videväxter. Inga underarter finns listade i Catalogue of Life.